# Condado de Early
O Condado de Early é um dos 159 condados do Estado americano de Geórgia. A sede do condado é Blakely, e sua maior cidade é Blakely. O condado possui uma área de 1 337 km², uma população de 12 354 habitantes, e uma densidade populacional de 9 hab/km² (segundo o censo nacional de 2000). O condado foi fundado em 15 de dezembro de 1818.